# Francisco Lamolla
Francisco Lamolla Morante (Lérida, 30 de noviembre de 1869-Barcelona, 17 de noviembre de 1925) fue un arquitecto modernista español. 
Estudió en la Escuela de Arquitectura de Barcelona, donde se tituló en 1896. Fue arquitecto municipal de Lérida (1899-1908), Lugo (1909-1910), Jaca (1918-1925) y Huesca (1922), provincial de Huesca (1910-1925) y diocesano de Jaca y Barbastro.
Fue autor de varias obras en Lérida, como la casa Mestres, el asilo Borràs (1901), la Caja de Ahorros y Monte de Piedad de Lérida (1904-1907), la casa Magí Llorens Dragó (1905-1907) y la casa Mangrané (1907). En Huesca construyó la casa Sixto Coll (1913) y el
Molino Pascualito (1915). En Jaca fue artífice del Matadero municipal (1922-1925).